# 学校法人船田教育会
学校法人船田教育会（がっこうほうじん ふなだきょういくかい）とは、栃木県宇都宮市にある学校法人の一つ。作新学院大学と作新学院大学女子短期大学部を運営している。2010年3月までは作新学院幼稚園、作新学院小学部、作新学院中等部、作新学院高等学校も運営していた。

## 概要
所在地
- 〒321−3295 栃木県宇都宮市竹下町908番地

同所の作新学院大学清原キャンパスに位置する。
清原工業団地に隣接しており、宇都宮ライトレール 清陵高校前停留場が最寄りの交通機関となる。
- 理事長は衆議院議員の船田元。

### 歴代理事長
- 初代 船田享二（1950年（昭和25年）9月21日 - 1951年（昭和26年）11月7日）[1]
- 二代目 船田中（11月8日 - 1979年（昭和54年）4月12日）[1]
- 三代目 船田昌子（1979年5月14日 - 2001年（平成13年）3月22日）[1]
  - 船田元の母で、元栃木県知事 船田譲の妻。2008年9月26日死去
- 四代目 船田元（2001年年3月22日 - ）[1]

## 設置教育機関
- 作新学院大学
- 作新学院大学女子短期大学部

## 沿革
- 1885年 - 船田兵吾が私立下野英学校を創立。
- 1888年 - 私立作新館と改称。
- 1899年 - 私立下野中学校と改称。
- 1925年 - 財団法人下野中学校に改組。
- 1941年 - 財団法人作新館高等女学校を創立。
- 1947年 - 下野中学校と作新館女学校を合併し、高等部と、中等部で組織する財団法人作新学院に改組。
- 1948年 - 作新理容学院を創立。
- 1950年（昭和25年）9月22日 - 学校法人作新学院に改組[1]。
- 1951年 - 作新理容学院を作新高等理容美容学院と改称。
- 1952年 - 校章及び学院歌を制定。
- 1953年 - 高等部を男子部・女子部併設の2部制にする。幼稚園を創立。
- 1954年 - 小学部を新設。
- 1960年（昭和35年）4月1日 - 法人名を学校法人船田教育会と改称[1]。
- 1967年 - 作新学院女子短期大学を開校。
- 1985年 - 作新学院創立100周年。
- 1989年 - 作新学院大学（経営学部）開学。幼稚園を作新学院女子短期大学付属幼稚園と改称。
- 1993年 - 作新学院大学に大学院経営学研究科（修士課程）を開設。
- 1995年 - 大学院経営学研究科（博士課程）を開設。
- 1998年 - 作新高等理美容学院を法人分離（学校法人作新理容美容専門学院に改組）
- 1999年 - 作新学院女子短期大学を作新学院大学女子短期大学部に改称。
- 2000年 - 作新学院大学地域発展学部を開設。作新学院大学女子短期大学部を竹下町に移転。
- 2002年 - 作新学院大学人間文化学部を開設。
- 2003年 - 高等部を作新学院高等学校に名称変更。
- 2006年 - 附属幼稚園を作新学院幼稚園に改称。
- 2010年4月 - 学校法人作新学院（旧称・学校法人作新理容美容専門学院）に作新学院幼稚園、作新学院小学部、作新学院中等部、作新学院高等学校の運営を移管。
- 2023年6月12日 - 栃木プロレスと協定を締結[2]